# Sophia Maria Westenholz
Eleonora Maria Sophia Westenholz (* 10. Juli 1759 in Neubrandenburg als Eleonora Maria Sophia Fritsch; † 4. Oktober 1838 in Ludwigslust) war eine deutsche Sängerin, Pianistin und Komponistin.

## Leben
Sophia Maria Westenholz, geb. Fritsch, war Tochter des Neubrandenburger Organisten Ferdinand Fritsch und dessen Ehefrau Christina Sophia, geb. Lilie.
Als 1764 der Vater starb, war Sophie knapp fünf Jahre alt. Ihr weiterer Lebensweg, der sie anscheinend nach Schwerin führte, bleibt zunächst im Dunkeln. Als Kind zog sie durch ihre Begabung die Aufmerksamkeit des Erbprinzen Ludwig von Mecklenburg-Schwerin auf sich. Dieser sorgte für ihre Ausbildung durch seinen Hofkapellmeister Johann Wilhelm Hertel. Im Alter von 17 Jahren wurde sie 1775 in die Hofkapelle des Erbprinzen in Ludwigslust aufgenommen. Am 12. September 1777 wurde sie zweite Ehefrau des Kapellmeisters und Tenors der Ludwigsluster Hofkapelle Carl August Friedrich Westenholz (1736–1789). Dessen erste Frau, die italienische Sängerin Lucietta Affabili, war ein Jahr zuvor verstorben. In den zwölf Jahren ihrer Ehe wurde sie Mutter von acht Kindern. Ihr Mann schaffte für sie eine Glasharmonika an, damit sie auch nach dem Nachlassen ihrer Stimme eine Stelle in der Hofkapelle hatte.
1779 wurde Sophie Westenholz zur Hofsängerin ernannt. In Schwerin und Ludwigslust hatte sie als Bühnen- und Konzertsängerin bedeutende Erfolge. Gleichzeitig wurde sie eine weithin gerühmte Pianistin und Glasharmonika-Spielerin. Dabei hob man 1783 im Magazin der Musik ihr Klavierspiel „in der Bachischen Manier“ hervor. Nach dem Tod ihres Mannes setzte sie ihre Karriere am Hof von Mecklenburg-Schwerin fort. Den Töchtern der herzoglichen Familie gab sie Musikunterricht. Der Weimarer Hofkapellmeister Ernst Wilhelm Wolf widmete ihr sechs Sonatinen.
Konzertreisen führten sie nach Berlin (1791, 1804), Lübeck (1793), Rostock (1798), Kopenhagen (vor 1799), Leipzig (1799), Hamburg (1802, 1803) und Stettin (1804). Zumindest zeitweise, und regelmäßig seit dem Tod von Antonio Rosetti 1792, leitete sie als Kapellmeisterin Konzerte der Hofkapelle vom Klavier aus, bis Louis Massonneau in sie herabsetzender Weise 1811 darauf bestand, vom Pult aus zu leiten. 1821 trat sie mit einer Pension in den Ruhestand.
Ihr Sohn Friedrich (1778–1840) wurde Oboist an der Berliner Hofkapelle und komponierte konzertante Sinfonien, Lieder und Klaviermusik. Der Sohn Carl Ludwig Cornelius (1788–1854) wurde Violinist in der Hofkapelle Schwerin, Pianist und Komponist.
2019 publizierte der Schweriner Musikverlag Edition Massonneau erstmals ihre gesamten erhaltenen Werke für Klavier, mit Unterstützung der Stiftung Mecklenburg in Kooperation mit dem Förderverein Schloss Ludwigslust.

## Werke
- Rondo pour le Piano-forte: Oeuvre 1. Werckmeister, Berlin 1806
- Thème avec X Variations pour le Pinao-forte. op. 2. Werckmeister, Berlin o. J.

Digitalisat, Bayerische Staatsbibliothek
- 12 deutsche Lieder für Klavier. op. 4. Werckmeister, Berlin 1806.

Digitalisat, Bayerische Staatsbibliothek
- Ich lag auf grünen Matten. (Text: Ludwig Gotthard Kosegarten)
- Werke für Klavier. 2 Bände. Edition Massonneau, Schwerin 2019 (Vorwort digitalisiert)
- Lieder für Singstimme und Klavier. 2 Bände. Edition Massonneau, Schwerin 2021

## Film
- 2018: Komponistinnen. Dokumentarfilm von Kyra Steckeweh und Tim van Beveren

## Diskografie
- Sophie Westenholz (1759–1838): "Sonate in c-Moll", Künstlerin: Kyra Steckeweh, Label: Deutschlandradio/Kaleidos, Erscheinungsdatum: Juli 2021